# Seton Hall Pirates
Seton Hall Pirates – nazwa drużyn sportowych Seton Hall University w South Orange, biorących udział w akademickich rozgrywkach w Big East Conference, organizowanych przez National Collegiate Athletic Association. 

## Sekcje sportowe uczelni

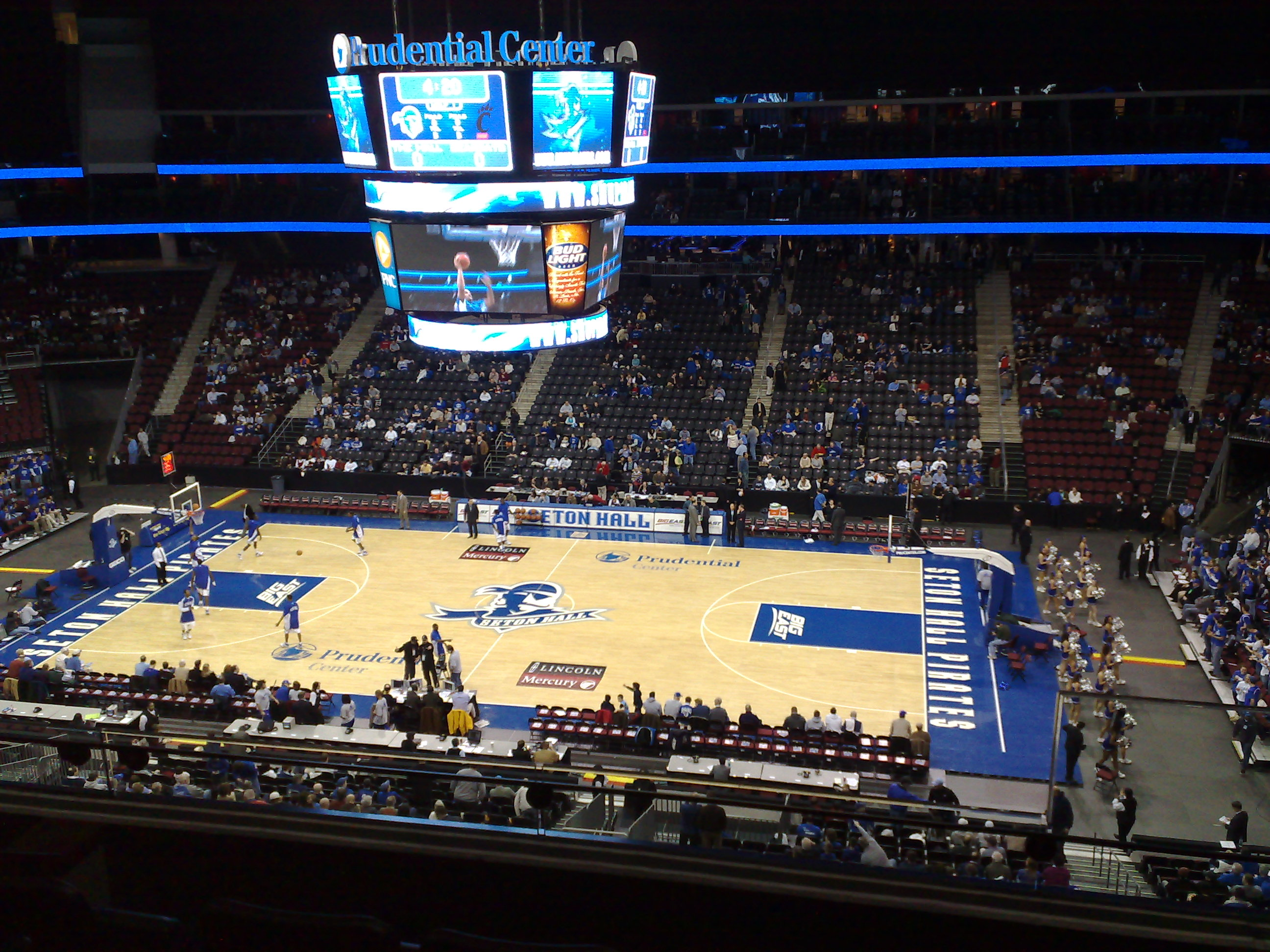
Prudential Center.

| Mężczyźni - baseball - bieg przełajowy - golf - koszykówka - piłka nożna - pływanie | Kobiety - bieg przełajowy - golf - koszykówka - piłka nożna - siatkówka - pływanie - softball - tenis |

## Obiekty sportowe
- Prudential Center – hala sportowa o pojemności 18 500 miejsc, w której odbywają się mecze koszykówki mężczyzn[1]
- Walsh Gymnasium – hala sportowa o pojemności 2600 miejsc, w której odbywają się mecze koszykówki i siatkówki kobiet[2]
- Owen T. Carroll Field – stadion o pojemności 1800 miejsc, na którym odbywają się mecze piłkarskie i baseballowe[3]
- Arthur E. Imperattore Natatorium – hala sportowa z pływalnią o pojemności 500 miejsc[4]
- Mike Sheppard, Sr. Field – stadion softballowy o pojemności 700 miejsc[5]
- Ivy Hill Park – korty tenisowe[6]